# Unione Sportiva Sanremese 1954-1955
Questa voce raccoglie le informazioni riguardanti l'Unione Sportiva Sanremese nelle competizioni ufficiali della stagione 1954-1955.

## Rosa
| N. |                   | Ruolo | Calciatore              |
| -- | ----------------- | ----- | ----------------------- |
|    | Italia (bandiera) | P     | Carlo Baggini           |
|    | Italia (bandiera) | D     | Marcello Cordone        |
|    | Italia (bandiera) | A     | Sergio Gaslini          |
|    | Italia (bandiera) | C     | Renato Gelio            |
|    | Italia (bandiera) | C     | Renzo Generati          |
|    | Italia (bandiera) | D     | Gino Littarelli         |
|    | Italia (bandiera) | A     | Umberto Mantero         |
|    | Italia (bandiera) | C     | Giovan Battista Martini |
|    | Italia (bandiera) | C     | Roberto Nardini         |
|    | Italia (bandiera) | C     | Giorgio Odling          |

| N. |                      | Ruolo | Calciatore           |
| -- | -------------------- | ----- | -------------------- |
|    | Italia (bandiera)    | D     | Giuseppe Patrucco    |
|    | Italia (bandiera)    | C     | Ottorino Piatto      |
|    | Italia (bandiera)    | A     | Alessandro Pin       |
|    | Argentina (bandiera) | A     | Orlando Rao          |
|    | Italia (bandiera)    | D     | Pietro Sacco         |
|    | Italia (bandiera)    | C     | Ferruccio Tortorese  |
|    | Italia (bandiera)    | A     | Mario Ventimiglia    |
|    | Italia (bandiera)    | C     | Dante Voglino        |
|    | Italia (bandiera)    | P     | Alessandro Von Mayer |